# Huaj-folyó
A Huaj (Huai)-folyó (kínai: 淮河; pinjin: Huái hé; magyaros átírás: Huai ho) Kína egyik fő folyója. Félúton található, az ország két legnagyobb folyója, a Sárga-folyó és a Jangce között, és azokhoz hasonlóan szintén nyugatról kelet felé folyik. A Huaj (Huai)-folyó nevezetes az áradásairól.
A Csinling (Qinling)-hegység (秦岭; Qínlǐng) és a Huaj (Huai)-folyó által meghatározott vonal kettéosztja Kínát északi és déli részre, és hozzávetőlegesen megfelel Kínában a 0 Celsius fokos izotermának és a 800 mm izohiétának. Ugyanez a vonal jelentette az 1142-ben megállapított határvonalat az Északi Csin (Jin)- és a Déli Szung (Song)-dinasztia között.
A Huaj (Huai)-folyó 1110 km hosszú és a vízgyűjtőterülete 174 000 km2.